# Кевин Паредес
Кевин Александер Паредес (енгл. Kevin Alexander Paredes; Саут Рајдинг, 7. мај 2003) је амерички фудбалер доминиканског порекла који тренутно наступа за Волфсбург. Игра на позицији левог крила.

## Успеси
Појединачни
- Најбољи млади амерички фудбалер: 2023.[6]